# Isabel de Mowbray
Isabel de Mowbray (* nach 1400; † 27. September 1452 in Gloucester) war eine englische Adlige.

## Leben
Isabel de Mowbray war die zweite Tochter von Thomas Mowbray, 1. Duke of Norfolk und dessen zweiten Frau Elizabeth FitzAlan, einer Tochter von Richard FitzAlan, 11. Earl of Arundel. Ihr Vater wurde 1398 von König Richard II. verbannt und starb 1399 im Exil. Kurz vor dem 13. Juli 1416 wurde Isabel mit Henry Ferrers verheiratet, dem ältesten Sohn von William Ferrers, 5. Baron Ferrers of Groby. Ihr Mann starb jedoch bereits noch vor seinem Vater um 1423. In zweiter Ehe heiratete Isabel 1423 oder 1424 den ebenfalls verwitweten James Berkeley, 1. Baron Berkeley. Ihr Mann führte um sein Erbe einen Erbschaftsstreit, der 1450 in einer offenen Fehde gegen den Earl of Shrewsbury ausartete. Dabei wurde Isabel 1451 von Margaret, Countess of Shrewsbury, der Ehefrau des Earls gefangen genommen. Sie starb in Gefangenschaft und wurde in der Franziskanerkirche von Gloucester begraben.
Aus ihrer ersten Ehe hatte Isabel eine Tochter:
- Elizabeth Ferrers, suo jure Baroness Ferrers of Groby (um 1419–1483)

Aus ihrer zweiten Ehe mit James Berkeley hatte sie mehrere Kinder, darunter:
- William Berkeley, 1. Marquess of Berkeley (1426–1492)
- Thomas Berkeley († 1484)
- Sir Maurice Berkeley (um 1436–1506)